# Замошье (Андреапольский район)
Замошье — деревня в Андреапольском городском округе Тверской области.

## География
Находится в западной части Тверской области на расстоянии приблизительно 20 км на запад-северо-запад по прямой от города Андреаполь.

## История
Деревня была отмечена на карте 1939 года как поселение с 17 дворами. До 2019 года входила в Торопацкое сельское поселение Андреапольского района до их упразднения.

## Население
Численность населения: 11 человек (русские 86 %) в 2002 году, 7 в 2010.